# Cocoro
Cocoro es una isla y también  barrio rural  del municipio filipino de quinta categoría de Magsaysay perteneciente a la provincia  de Paragua en Mimaro,  Región IV-B.
Cocorro, animal mamífero de gran tamaño, carente de pelo y habita la zona del catatumbo. En algunas zonas cocorro se usa para identificar los esposos de las mujeres dedicadas a la belleza (peluqueras).

## Geografía
Este barrio  se encuentra en situado la isla de su nombre  situada  en el mar de Joló en las  Islas de Cuyos, archipiélago formado por  cerca de 45 islas situadas al noreste de la isla  de Paragua (Puerto Princesa), al sur de Mindoro (San José) y al oeste de la de  Panay (Iloílo).
Comprende además las siguientes islas e islotes de   Tagauanián y Pandasúcar.

### Demografía
El barrio  de Cocoro contaba  en mayo de 2010 con una población de 1.047  habitantes.